# دیوید میراندا
دیوید میراندا (به انگلیسی: David Miranda) (زاده ۱۰ مه ۱۹۸۵ - درگذشته ۹ مه ۲۰۲۳) روزنامه‌نگار و سیاستمدار برزیلی بود. او نماینده کنگره فدرال برزیل از ایالت ریو دو ژانیرو بین سال‌های ۲۰۱۹ تا ۲۰۲۳ بود. او عضو حزب سوسیالیسم و آزادی بود.
در سال ۲۰۱۹، میراندا توسط مجله تایم به عنوان یکی از رهبران جدید نسل بعدی جهان معرفی شد.
میراندا همسر گلن گرینوالد روزنامه‌نگار آمریکاییست و با او دو برادر را به فرزندخواندگی قبول کرده‌است.